# Figline Valdarno
Figline Valdarno est une commune italienne d'environ 17 000 habitants située dans la ville métropolitaine de Florence en Toscane. C'est la ville de naissance de Marsile Ficin. 

## Administration
| Période                                  | Période  | Identité           | Étiquette | Qualité |
| ---------------------------------------- | -------- | ------------------ | --------- | ------- |
| 29 mai 2006                              | En cours | Riccardo Nocentini |           |         |
| Les données manquantes sont à compléter. |          |                    |           |         |

### Communes limitrophes
Castelfranco di Sopra, Cavriglia, Greve in Chianti, Incisa in Val d'Arno, Pian di Scò, Reggello, San Giovanni Valdarno

## Personnalités
- Giovanni Fabrini (1516-1580), grammairien et humaniste italien, est né à Figline Valdarno.
- Marsile Ficin (1433-1499), poète et philosophe italien, est né à Figline Valdarno.